# تمبسفرد (بيدفوردشير)
تمبسفرد (بالإنجليزية: Tempsford)‏ هي قرية و أبرشية مدنية تقع في المملكة المتحدة في إنجلترا. يقدر عدد سكانها بـ 564 نسمة .